# Alejandro Tabilo
Alejandro Tabilo (født 2. juni 1997 i Toronto, Ontario, Canada) er en professionel tennisspiller fra Chile, som indtil 2016 repræsenterede sit fødeland, Canada.